# Titularerzbistum Caesarea in Palaestina dei Greco-Melkiti
Caesarea in Palaestina dei Greco-Melkiti (ital.: Cesarea di Palestina dei Greco-Melkiti) ist ein Titularerzbistum der römisch-katholischen Kirche, das vom Papst an Bischöfe aus der mit Rom unierten Melkitischen Griechisch-Katholischen Kirche vergeben wird.
Es geht zurück auf einen untergegangenen Bischofssitz in der antiken Stadt Caesarea Maritima in der römischen Provinz Syria Palaestina bzw. Palaestina Prima.
| Titularerzbischöfe von Caesarea in Palaestina dei Greco-Melkiti |                                                            |                                    |                |                |
| Nr.                                                             | Name                                                       | Amt                                | von            | bis            |
| 1                                                               | Cirillo Riza (Cirillo Rizq) Titularerzbischof pro hac vice | Weihbischof in Damaskus (Syrien)   | 20. Juni 1927  | 6. Mai 1954    |
| 2                                                               | Gabriel Abou-Saada Titularbischof pro hac vice             | Weihbischof in Jerusalem (Israel)  | 28. April 1961 | 1. März 1965   |
| 3                                                               | Hilarion Capucci BA                                        | Weihbischof in Antiochien (Syrien) | 30. Juli 1965  | 1. Januar 2017 |